# Księginice (gromada w powiecie lubińskim)
Księginice – dawna gromada, czyli najmniejsza jednostka podziału terytorialnego Polskiej Rzeczypospolitej Ludowej w latach 1954–1972.
Gromady, z gromadzkimi radami narodowymi (GRN) jako organami władzy najniższego stopnia na wsi, funkcjonowały od reformy reorganizującej administrację wiejską przeprowadzonej jesienią 1954 do momentu ich zniesienia z dniem 1 stycznia 1973, tym samym wypierając organizację gminną w latach 1954–1972.
Gromadę Księginice z siedzibą GRN w Księginicach utworzono – jako jedną z 8759 gromad na obszarze Polski – w powiecie lubińskim w woj. wrocławskim, na mocy uchwały nr 20/54 WRN we Wrocławiu z dnia 2 października 1954. W skład jednostki weszły obszary dotychczasowych gromad Księginice, Dąbrowa Górna, Małomice, Miroszowice, Składowice, Siedlce i Ustronie ze zniesionej gminy Księginice oraz przysiółek Zalesie i parcela nr 14 karty 25 obrębu Lubin o obszarze 9,5 ha z dotychczasowej gromady Koźlice ze zniesionej gminy Rynarcice – w tymże powiecie. Dla gromady ustalono 19 członków gromadzkiej rady narodowej.
1 lipca 1968 gromadę zniesiono, a jej obszar włączono do nowo utworzonej gromady Lubin w tymże powiecie.